# Mexcala macilenta
Mexcala macilenta là một loài nhện trong họ Salticidae.
Loài này thuộc chi Mexcala. Mexcala macilenta được Wanda Wesołowska & Anthony Russell-Smith miêu tả năm 2000.